# Chloroclystis agoniaria
Chloroclystis agoniaria är en fjärilsart som beskrevs av Max Joseph Bastelberger 1905. Chloroclystis agoniaria ingår i släktet Chloroclystis och familjen mätare. Inga underarter finns listade i Catalogue of Life.